# Strada statale 258 Marecchia
La strada statale 258 Marecchia (SS 258) è una strada statale italiana che sfrutta il corridoio naturale della Val Marecchia per collegare Sansepolcro (provincia di Arezzo) con Rimini. Dal 2001 al 2021, questa strada era classificata come strada provinciale 258 R Marecchia (SP 258) in Emilia-Romagna e strada regionale 258 Marecchia (SRT 258) in Toscana.
Solo in parte segue, senza ricalcarla, l'antica via che dall'Etruria e dall'Alta Val Tiberina conduceva al margine orientale della pianura Padana e all'importante porto romano di Ariminum (Rimini) sul mare Adriatico. Il culmine della strada si trova al Passo di Viamaggio (983 m s.l.m.) al confine tra i comuni di Badia Tedalda e Pieve Santo Stefano, oltre il quale corre seguendo l'asta del fiume Marecchia. Non conosciamo l'esatto percorso della strada romana, per la quale ci sono diversi ipotesi, e nemmeno sotto quale console fu costruita, se Marco Livio Salinatore o altri, ma di certo tale strada ricalcava una pista protostorica utilizzata dagli umbri e dagli etruschi per raggiungere la costa adriatica e l'importante centro villanoviano di Verucchio.

## Percorso e gestione
La moderna strada ha origine a Sansepolcro innestandosi sul vecchio tracciato della strada statale 3 bis Tiberina. Nella parte iniziale del suo percorso risale l'Alpe della Luna fino al Passo di Viamaggio, dopo il quale ridiscende lungo il fiume Marecchia attraversando l'abitato di Badia Tedalda.
Il percorso procede quindi lambendo gli abitati di Pennabilli, Maiolo, Talamello e attraversando quello di Novafeltria. La strada passa vicino al confine di stato con la Repubblica di San Marino e, proseguendo nel suo avvicinamento alla costa, passa non lontano da Verucchio e finisce per innestarsi nel centro abitato di Rimini sulla strada statale 16 Adriatica.
Negli anni Sessanta e Settanta parte del tracciato tra Novafeltria e Rimini è stato ammodernato, in particolare sfruttando in alcuni tratti il tracciato delle ferrovie Rimini–Novafeltria (dismessa nel 1960) e Santarcangelo di Romagna–Urbino (mai completata, utilizzata tra il 1948 e il 1960 dalla ferrovia Rimini–Novafeltria nel tratto Pietracuta–Torello).
In seguito al decreto legislativo n. 112 del 1998, dal 2001 la gestione del tratto toscano è passata dall'ANAS alla Regione Toscana che ha provveduto al trasferimento dell'infrastruttura al demanio della Provincia di Arezzo; la gestione del tratto marchigiano è passata alla Regione Marche: in realtà su sollecitazione di quest'ultima, la strada è passata di proprietà alla Provincia di Pesaro e Urbino; la gestione del tratto romagnolo è passata alla regione Emilia-Romagna, che ha provveduto al trasferimento dell'infrastruttura al demanio della Provincia di Rimini.
A seguito poi del distacco-aggregazione dell'Alta Valmarecchia, dal 1º gennaio 2010 la gestione dell'intera tratta prima ricadente nella Provincia di Pesaro e Urbino è passata alla Provincia di Rimini.
Dal 2021 la intera tratta della strada è tornata di competenza ANAS nell'ambito del piano Rientro Strade.